# Helena Vaz da Silva
Helena Maria da Costa de Sousa de Macedo Gentil Vaz da Silva , née le 3 juillet 1939 à Santa Catarina (Lisbonne) et morte le 12 août 2002 à Lisbonne, est une femme politique et journaliste portugaise.
Membre du Parti social-démocrate, elle siège au Parlement européen de 1994 à 1999.

## Distinctions
- Grand officier de l'ordre de l'Infant Dom Henri